# Rhythm Hive
Rhythm Hive는 하이브 엔터테인먼트에서 출시한 게임으로서 방탄소년단, 투모로우바이투게더, 엔하이픈, 세븐틴 캐릭터를 육성시키고 스테이지를 깨는 리듬게임이다.

## 같이 보기
- 방탄소년단
- 투모로우바이투게더
- 엔하이픈
- 하이브 엔터테인먼트